# Poema

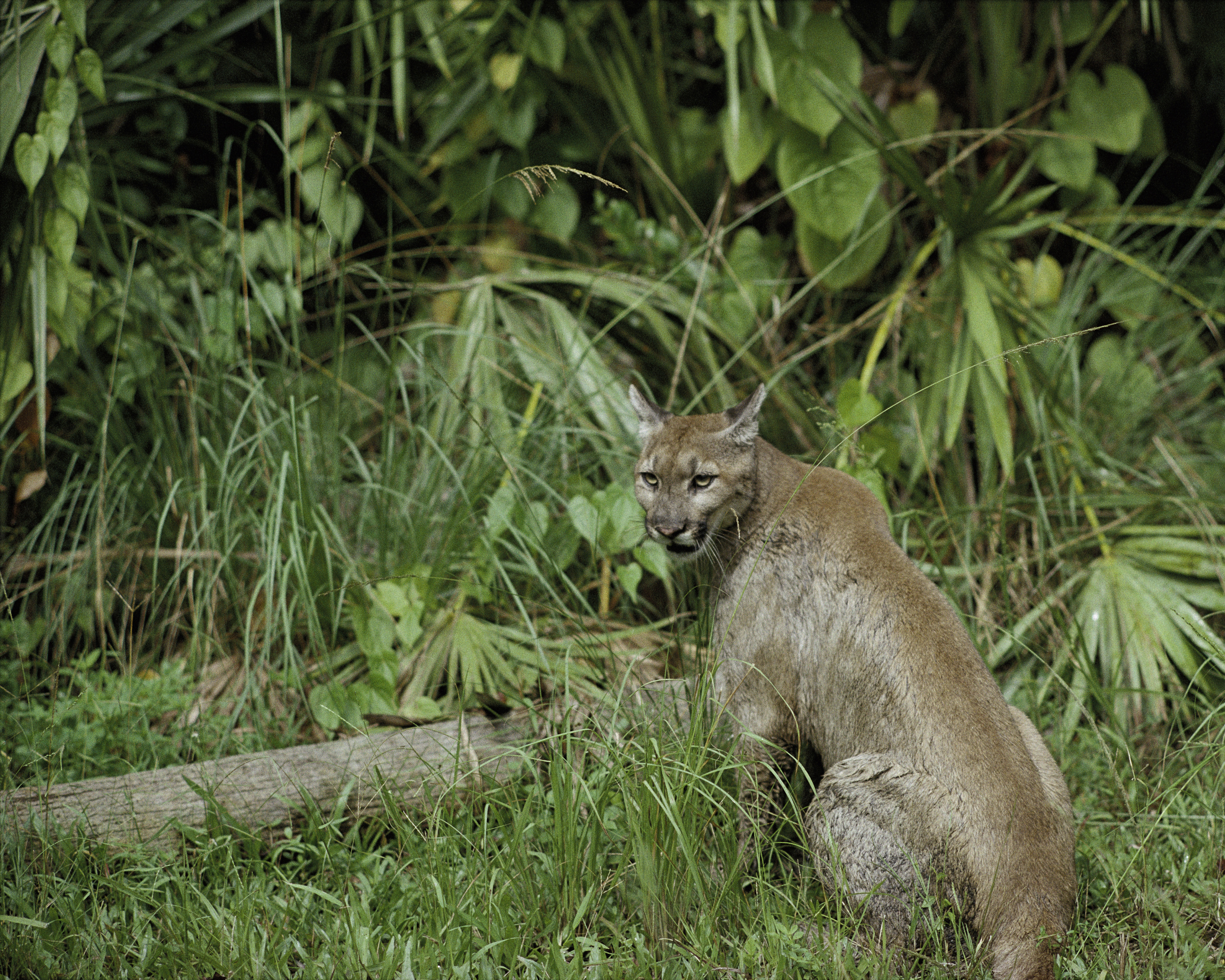
Poema

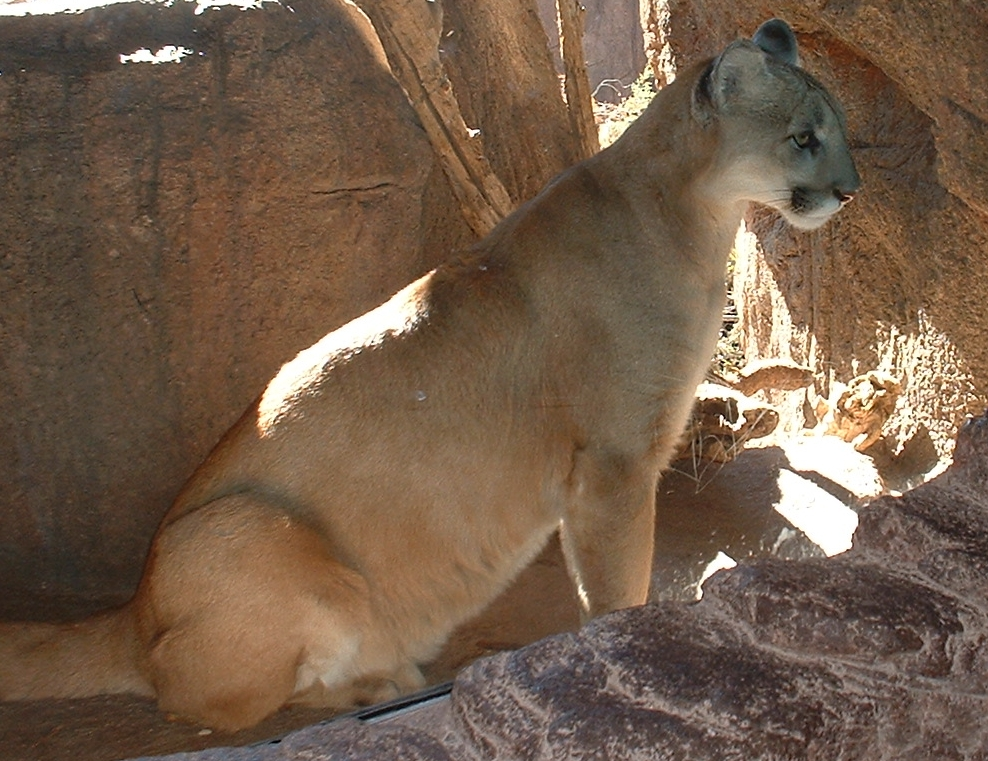
Poema

De poema, bergleeuw of zilverleeuw (Puma concolor) is een katachtig dier dat in geheel Midden- en Zuid-Amerika en in het westen van Noord-Amerika voorkomt. Lang heeft men gedacht dat de poema schadelijk was voor de wildstand en uiteraard voor vee. Het laatste is wellicht juist, maar het eerste niet. De poema zorgt juist voor een gezonde opbouw van de populatie van zijn prooidieren.
De poema is in grote delen van Amerika uitgeroeid, een lot dat hij deelt met vele andere katachtigen. De poema leeft solitair en is territoriumgebonden. Hij is echter niet agressief en gaat indringers het liefst uit de weg.

## Afmetingen
Lengte: kop-romp 95-150 cm, staart 53-85 cm, hoogte 60-76 cm. Gewicht: 27-120 kg. Deze afmetingen gelden voor poema's in het algemeen, maar de poema's in de tropen zijn kleiner dan hun soortgenoten uit koudere streken.

## Uiterlijk

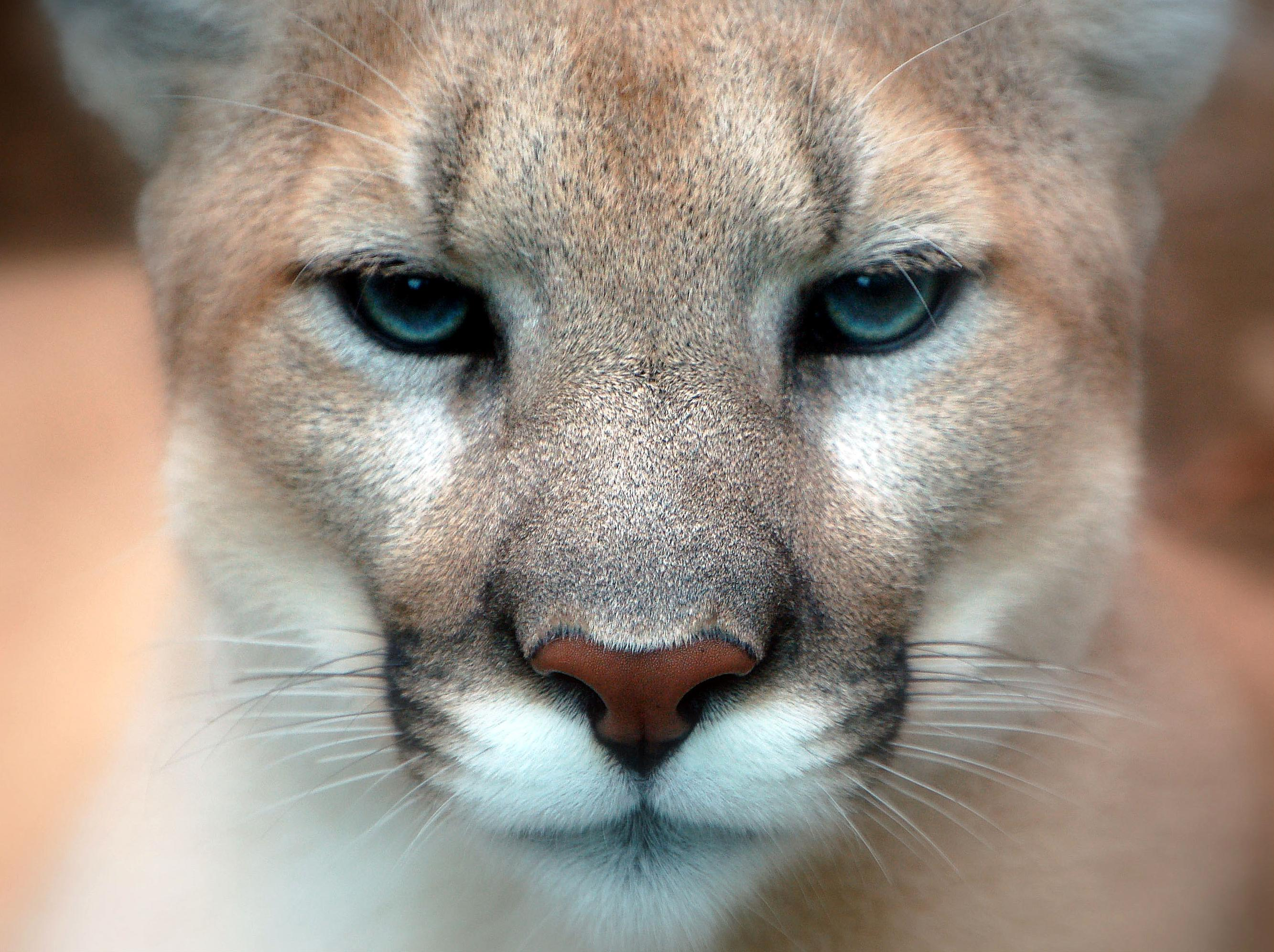
Kop van de poema

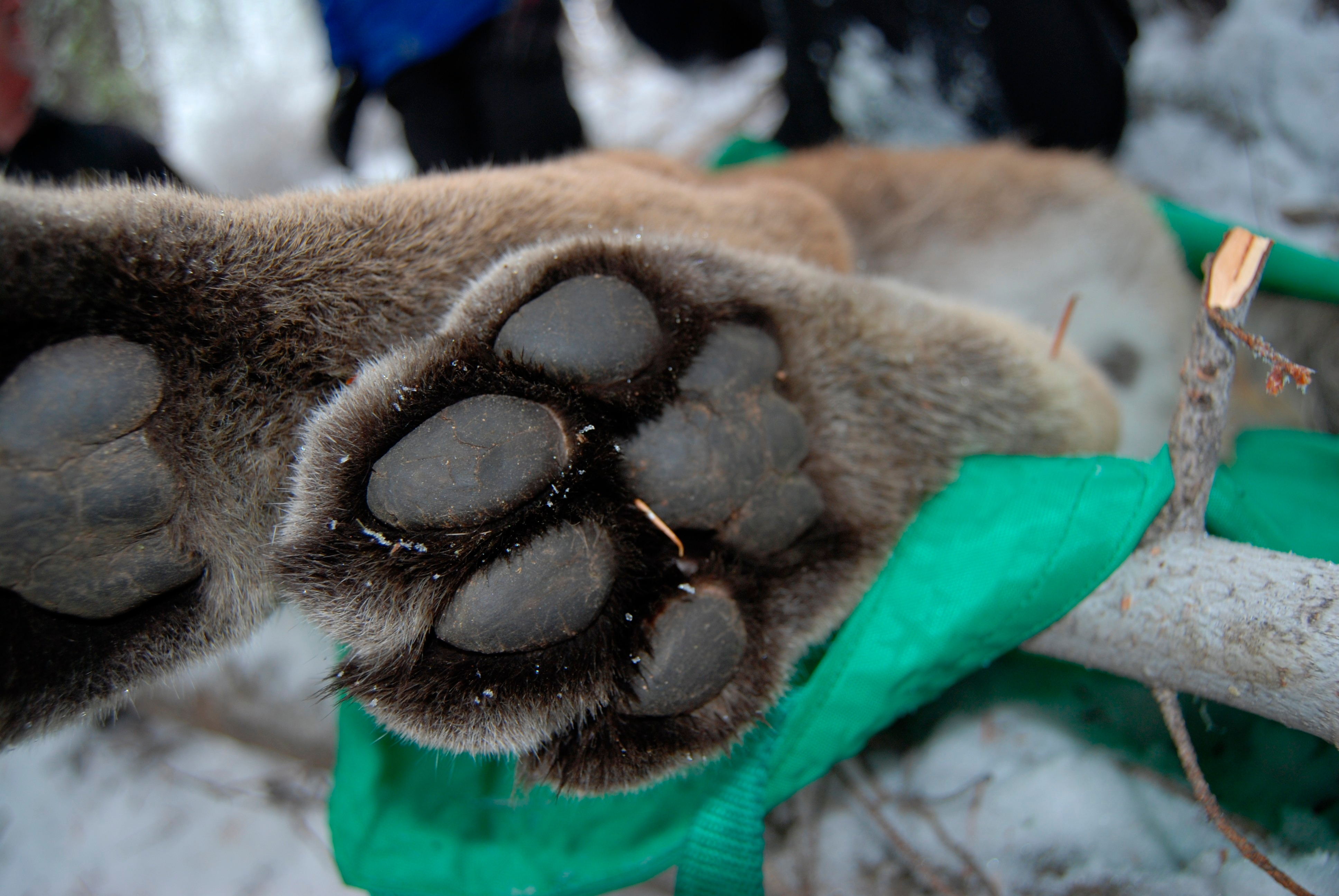
Onderkant van de poot van een poema

De poema is stevig gebouwd met sterke poten en een lange, dikke staart die evenwicht geeft bij het achtervolgen van prooidieren. De kleur van de vacht is van zilvergrijs tot roodbruin, met een wit gezicht en onderzijde. De meeste poema's in tropische streken hebben overigens een roodbruine vacht. De achterpoten van poema's zijn langer dan de voorpoten. Dit stelt de poema in staat erg grote sprongen te maken. Uit stand kan de poema 2,5 meter hoog en bijna 6 meter ver springen. Er zijn sprongen waargenomen van bijna 5 meter hoog en 12 meter ver. De brede poten zorgen voor voldoende grip op oneffen terrein, zoals berggebieden. Net als bij katten hebben de voorpoten vijf tenen en de achterpoten vier. De oren van een poema zijn relatief klein.

## Levensduur
Poema's hebben in het wild een leeftijdsverwachting van 8-13 jaar. In dierentuinen gehouden exemplaren worden vaak ouder en kunnen soms tot 25 jaar worden.

## Leefomgeving
Deze katachtige weet in vrijwel alle natuurlijke leefomgevingen te overleven en de poema wordt van zeeniveau tot in het hooggebergte gevonden. Door concurrentie met de jaguar is de poema minder algemeen in laaglandregenwouden en moerassen. In gebieden waar de jaguar minder voorkomt, zoals bergbossen en graslanden, is de poema het voornaamste roofdier.

## Voedsel
De poema voedt zich met allerlei prooien, van insecten tot grote hoefdieren. Herten hebben meestal hun voorkeur, maar ook kleinere dieren als katoenstaartkonijnen, knaagdieren zoals agoeti's, stekelvarkens en ratten alsook apen worden regelmatig gevangen. Verder vormen opossums, tapirs, pekari's, miereneters, gordeldieren, vleermuizen, hoendervogels, kleine krokodillen, kikkers, vissen, sprinkhanen en slakken de prooi van de poema. Zelfs andere roofdieren zoals coyotes en wasberen worden gedood en ook als aas gegeten.

## Leefwijze
De poema jaagt vooral in ochtend- en avondschemering. Soms trekt deze katachtige er ook overdag op uit, maar meestal ligt het dier dan te slapen in een boom of tussen het hoge gras. Poema’s kunnen goed horen en ruiken. Wanneer een prooidier is gevonden, wordt dit van dichtbij besprongen en met een krachtige beet vlak achter de kop gedood. Vervolgens wordt de prooi vaak versleept naar een rustige plek, zodat de poema tijdens het eten zo min mogelijk gestoord kan worden door bijvoorbeeld aaseters als de coyote. Als een grote prooi is gevangen, verbergt de poema die vaak onder bladeren en zand. Het roofdier blijft een paar dagen in de buurt en eet iedere dag een beetje uit deze tijdelijke voorraadkast. Poema's leven over het algemeen solitair in hun eigen territorium. De grens van dit territorium wordt aangegeven met krabsporen op bomen, urine en ontlasting. Mannelijke dieren hebben een groter territorium dan vrouwelijke poema's en meestal overlappen de territoria elkaar enigszins. Poema’s zijn tamelijk verdraagzaam tegenover soortgenoten. Een poema die op weg naar zijn eigen territorium het terrein van een 'buurman' betreedt, zal daar niet worden aangevallen.

## Voortplanting
De dracht bij poema’s bedraagt 82-96 dagen. Per keer worden één tot zes jongen geboren, waarbij drie het gemiddelde is. Een hol tussen rotsen of dicht struikgewas dient als kraamkamer. De jonge poema's wegen bij de geboorte 220-250 gram en ze hebben in tegenstelling tot volwassen exemplaren zwarte vlekjes op hun vacht. Na verloop van tijd verdwijnen deze vlekken. Gedurende drie maanden worden de jongen gezoogd. Wanneer de jonge poema’s ongeveer twee jaar oud zijn, worden ze geslachtsrijp en verlaten ze hun moeder. Vaak blijven de jongen vervolgens nog enkele maanden samen.

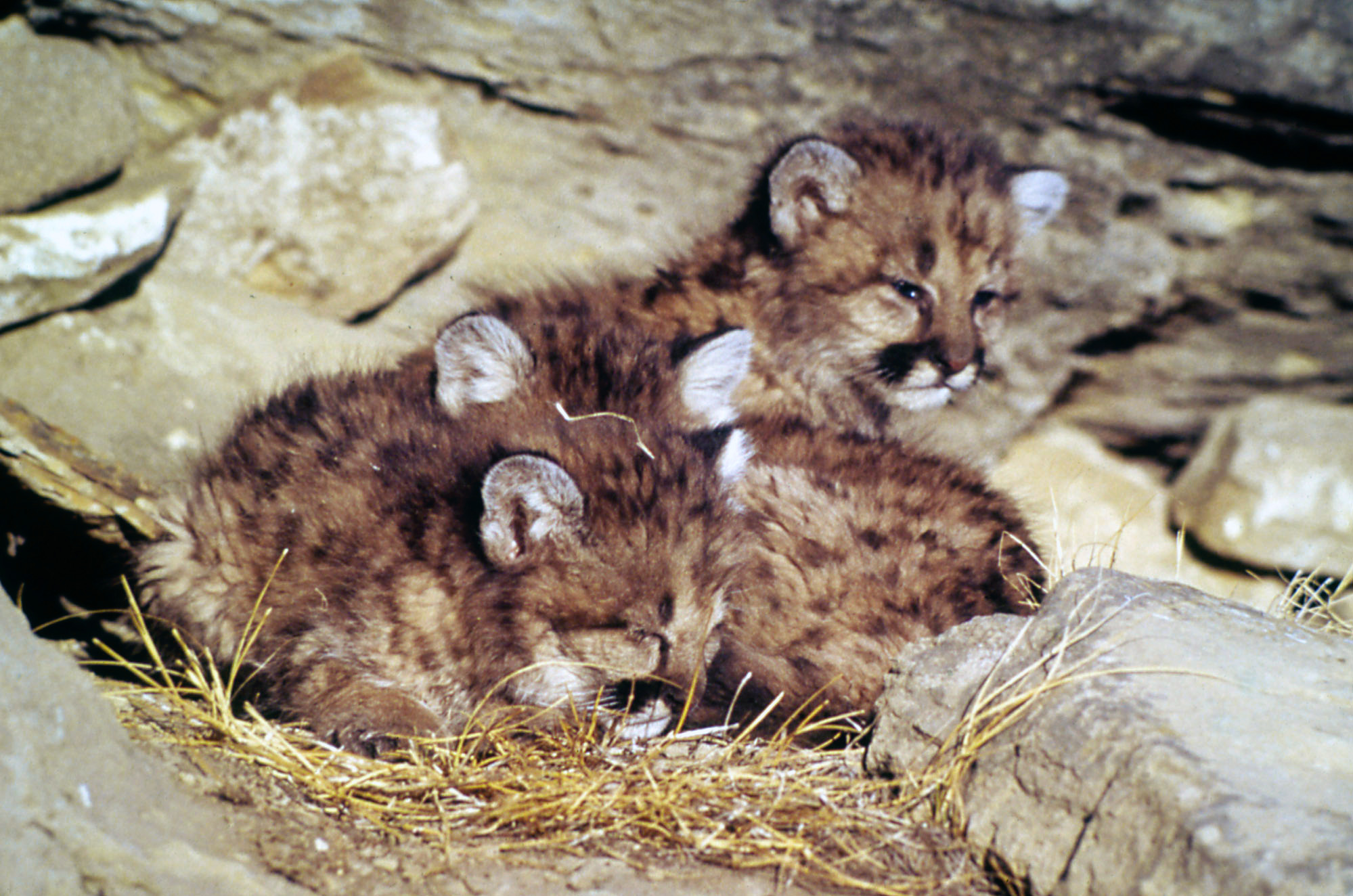
Poema-welpen

## Aanvallen op mensen
Poema's vallen zelden mensen aan daar deze niet tot hun standaardprooi behoren en poema's vanwege hun schuwheid mensen liever uit de weg gaan. Vanwege de uitbreidende verstedelijking komen zij echter meer met mensen in aanraking en komen er daardoor meer aanvallen, met soms dodelijke afloop, van poema's op mensen voor. Wanneer een poema dreigt aan te vallen, kan men het best het dier scherp in de ogen kijken, hard maar kalm schreeuwen en zich groot en vervaarlijk uitziend maken, waardoor de poema mogelijkerwijs de aftocht blaast. Mocht deze toch aanvallen dan kan men zich het beste met stokken en stenen of eventueel met blote handen verdedigen, waardoor de poema zich meestal zal terugtrekken. Poema's richten zich bij hun aanval op de nek, het hoofd en de rug.

## Ondersoorten
Van de poema zijn 32 ondersoorten beschreven. Het IUCN erkent er zes:
- P. c. cabrerae
- P. c. capricornensis
- P. c. concolor
- P. c. costaricensis
- P. c. couguar
- P. c. puma

Mammal Species of the World erkent er eveneens zes:
- P. c. anthonyi
- P. c. cabrerae
- P. c. concolor
- P. c. costaricensis
- P. c. couguar/cougar
- P. c. puma

De IUCN/SSC Cat Specialist Group splitste de soort in 2017 op in slechts twee ondersoorten op basis van mtDNA-analyse: een Zuid-Amerikaanse (Puma concolor concolor) en een Noord-Amerikaanse (Puma concolor couguar) ondersoort.
De Amerikaanse staatsinstelling United States Fish and Wildlife Service verklaarde de ondersoort P. c. couguar in 2011 uitgestorven. Er wordt echter vermoed dat de soort al sinds 1938 is uitgestorven. Canada haalde de ondersoort ook al van de lijst van bedreigde diersoorten, omdat er te weinig waarnemingsgegevens over de ondersoort bekend zijn. Het land staat echter niet achter de conclusie - het uitsterven van de ondersoort - van de US Fish and Wildlife Service.

## Geruchten
Geruchten dat in Europa poema's in het wild rondlopen steken regelmatig de kop op. Waarschijnlijk wordt de soort dan verward met de lynx. Dat uit gevangenschap ontsnapte exemplaren in het wild rondlopen valt echter niet helemaal uit te sluiten. Beweringen dat een poema is gesignaleerd komen uit Frankrijk, Schotland, Polen, Oost-Limburg en van de Veluwe (zie ook Poema op de Veluwe).